# Ellen Beeman
Ellen Guon Beeman es una autora estadounidense de fantasía y ciencia ficción, guionista de televisión y diseñadora y productora de videojuegos. Ha publicado cuatro novelas y ha trabajado en más de 40 videojuegos.

## Carrera en la industria de juego
Ellen Beeman se describe a sí misma como "madre, diseñadora y productora de videojuegos, autora, geekette de los gadgets, violinista celta, antigua guionista de televisión y comisaria municipal, etc."
En 1989, Beeman dejó su carrera de guionista de televisión y fue contratada por Sierra Online como directora de proyectos. Trabajó como escritora y directora de proyectos en Origin Systems para varios títulos de Wing Commander.
En 2006, Edge Online (antes next-gen.biz) la incluyó entre las 100 mujeres más influyentes de la industria del juego. En ese momento, era directora de programas en Microsoft Casual Games, un puesto de productora.
Beeman también ha sido acreditado en Monolith Productions, Electronic Arts y Disney. Ha sido ponente en muchas conferencias del sector de los videojuegos, como Game Developers Conference, LOGIN, SXSW Interactive, Microsoft Gamefest, Pax y PAX Dev, y Game Design Expo. Es una de las fundadoras y ex presidenta del programa de Women in Games International.
A partir de 2019, es desarrolladora y consultora independiente de videojuegos en Kirkland, Washington, y profesora titular en el Instituto Tecnológico DigiPen.

## Televisión
- MoonDreamers (1986)
- Jem (1986-1987)
- Dinosaucers (1987)

## Libros
- Knight of Ghosts and Shadows (1990) with Mercedes Lackey
- Summoned to Tourney (1992) with Mercedes Lackey
- Freedom Flight (1992) with Mercedes Lackey
- Bedlam Boyz (1993)
- The New Professional Programmer's Guide: Code Samples (2020)

## Videojuegos
- Wing Commander: The Secret Missions (1990) (writer)
- Wing Commander: The Secret Missions 2 - Crusade (1991) (writer, director)
- Wing Commander II: Vengeance of the Kilrathi (1991) (writer, assistant director)
- Wing Commander II: Vengeance of the Kilrathi - Special Operations 1 (1991) (writer)
- Wing Commander II: Vengeance of the Kilrathi - Special Operations 2 (1992) (writer, consulting director)
- Pickle Wars (1994) (writer)
- Might and Magic: Swords of Xeen (1995) (writer)
- This Means War! (1995) (project manager)
- Contract J.A.C.K. (2003) (producer)
- The Matrix Online (2005) (producer)
- Hexic 2 (2007) (executive producer)
- Dash of Destruction (2008) (executive producer)
- South Park Let's Go Tower Defense Play! (2009) (lead producer)
- Toy Soldiers (2010) (producer)
- Marvel Super Hero Squad Online (2011) (producer)